# خانه فرهنگ
خانه فرهنگ مربوط به اواخر دوره قاجار -اوایل دوره پهلوی است و در بیرجند، میدان فرهنگ واقع شده و این اثر در تاریخ ۱۶ آبان ۱۳۷۹ با شمارهٔ ثبت ۲۸۷۱ به‌عنوان یکی از آثار ملی ایران به ثبت رسیده است.